# Bouillé-Courdault
Bouillé-Courdault je francouzská obec v departementu Vendée v Pays de la Loire.